# Andreas Herzog
Andreas Herzog (Viena, Austria; 10 de septiembre de 1968) es un exfutbolista y entrenador austriaco. Actualmente dirige al Admira Wacker Mödling.
A nivel de clubes, jugó para el Rapid Viena (1986-92, 2001-03) de Austria, los alemanes Werder Bremen (1992-95, 1996-2002) y Bayern de Múnich (1995-1996), y Los Ángeles Galaxy (2004) de Estados Unidos.
Se retiró del fútbol en 2004, luego jugó un año para Los Ángeles Galaxy de la MLS, finalizando dicha campaña con cuatro goles y siete asistencias.
En marzo de 2009 asumió la dirección técnica de la selección sub-21 de Austria. Un poco más de dos años después entró en el cuerpo técnico de Jürgen Klinsmann en la dirección de la selección de fútbol de los Estados Unidos. Actualmente es el entrenador de la selección nacional de Israel.

## Selección nacional
Participó en la Copa Mundial de Fútbol de 1990 y en la Copa Mundial de Fútbol de 1998 con la selección de fútbol de Austria, marcando 27 goles en un total de 103 partidos, récord de su país.

### Participaciones en Copas del Mundo
| Mundial                        | Sede    | Resultado    |
| ------------------------------ | ------- | ------------ |
| Copa Mundial de Fútbol de 1990 | Italia  | Primera fase |
| Copa Mundial de Fútbol de 1998 | Francia | Primera fase |

## Trayectoria

### Como futbolista
| Club               | País           | Año       |
| ------------------ | -------------- | --------- |
| Rapid Viena        | Austria        | 1986-1987 |
| First Vienna       | Austria        | 1988      |
| Rapid Viena        | Austria        | 1988-1992 |
| Werder Bremen      | Alemania       | 1992-1995 |
| Bayern Múnich      | Alemania       | 1995-1996 |
| Werder Bremen      | Alemania       | 1996-2001 |
| Rapid Viena        | Austria        | 2002-2003 |
| Los Ángeles Galaxy | Estados Unidos | 2004      |

### Como entrenador
| Club                                 | País           | Año       |
| ------------------------------------ | -------------- | --------- |
| Selección Austria (Interino)         | Austria        | 2005      |
| Selección Austria (Asistente)        | Austria        | 2008-2009 |
| Selección Austria Sub-21             | Austria        | 2009-2011 |
| Selección Estados Unidos (Asistente) | Estados Unidos | 2011-2016 |
| Selección Estados Unidos Sub-23      | Estados Unidos | 2015-2016 |
| Selección Israel                     | Israel         | 2018-2020 |
| Admira Wacker Mödling                | Austria        | 2021-     |